# Carme Elías
Carme Elías i Boada, a volte accreditata come Carmen Elías (Barcellona, 14 gennaio 1951), è un'attrice e doppiatrice spagnola, vincitrice del Premio Goya per la migliore attrice protagonista nel 2009.

## Biografia

### Attività teatrale
Nata a Barcellona, Carme Elías studiò presso l'Institut del Teatre negli anni settanta. Ebbe modo di frequentare anche alcuni corsi di recitazione presso il Lee Strasberg Theatre and Film Institute. Dopo aver recitato per alcune compagnie indipendenti, debuttò nel teatro professionale in una produzione di Adolfo Marsillach del 1974, La signorina Julie. Si esibì inoltre insieme alla Compagnia Adrià Gual con sede al BARTS. Nel 1981 prese parte a Tierra baja di Àngel Guimerà, che restò in cartellone al Teatro Poliorama per molti mesi. Anche dopo aver ottenuto il successo cinematografico e televisivo, l'attrice continuò ad esibirsi in numerose pièce teatrali nell'arco della sua lunga carriera, sia nel panorama catalano che in quello madrileno. Avviò una proficua collaborazione con il Teatre Nacional de Catalunya dopo essersi esibita nel 1999 con I giganti della montagna di Luigi Pirandello. Fu particolarmente rilevante la sua attività di produttrice e interprete dello spettacolo con cui Isabel Coixet debuttò alla regia teatrale, una rappresentazione di 84, Charing Cross Road di Helene Hanff che vinse il premio come miglior spettacolo assegnato dai critici teatrali di Valencia nel 2005. Nel 2011 recitò a teatro insieme a Viggo Mortensen in Purgatorio di Ariel Dorfman. Impersonò inoltre il personaggio di Prometeo in una produzione innovativa che affidava tale ruolo ad un'attrice anziché ad un collega di sesso maschile.

### Cinema e televisione
Il suo debutto al cinema avvenne nel 1978, nella pellicola L'orgia. Negli anni successivi prese parte a famose commedie tra cui Stico e Il re stupito, nonché Il fiore del mio segreto di Pedro Almodóvar.
La popolarità coincise soprattutto con l'attività sul piccolo schermo: in televisione, infatti, fu impegnata in Estudio 1 e condusse la trasmissione domenicale Y sin embargo, te quiero. Nel 1986 fu protagonista della fiction Turno de oficio, ripresa dieci anni dopo dal sequel Turno de oficio: 10 años después. Fu impegnata anche in Gavilanes e Mar de fons.
Per la sua interpretazione nel film Camino, ottenne il Premio Goya per la migliore attrice protagonista e il Premio Sant Jordi per la migliore attrice spagnola.
Sempre al cinema, fu doppiatrice di diverse attrici di Hollywood tra cui Nastassja Kinski, Daryl Hannah, Sigourney Weaver e Demi Moore.
Nel 2021 vinse il Premio Gaudí onorario. Fu insignita inoltre di un premio speciale dal Centre de Cultura Contemporània de Barcelona nel 2022, subito dopo aver reso pubblico di essere affetta dal morbo di Alzheimer.

## Filmografia

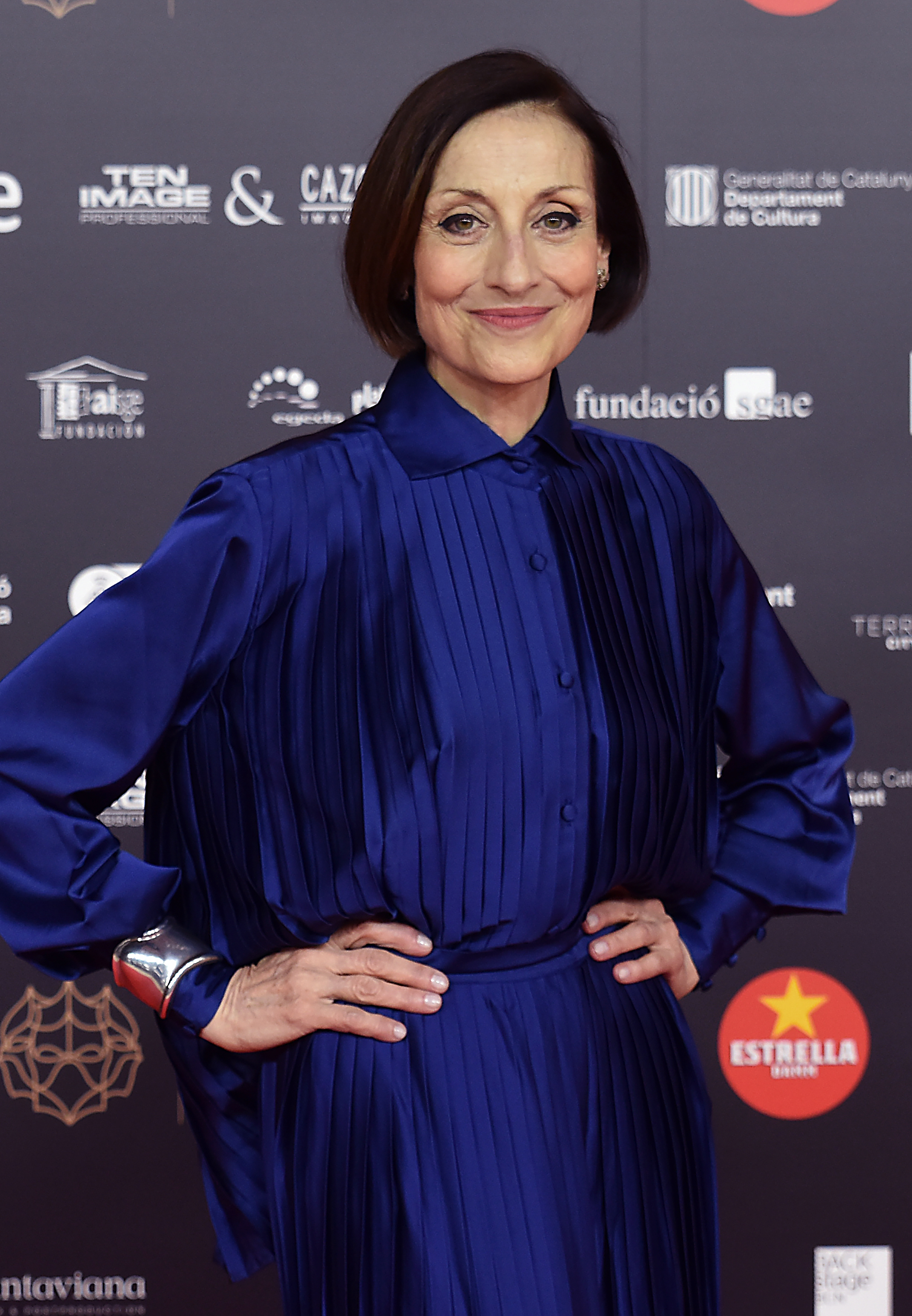
Carme Elías nel 2021

### Cinema
- L'orgia, regia di Francesc Bellmunt (1978)
- Crónica de un instante, regia di José Antonio Pangua (1981)
- Barcelona sur, regia di Jordi Cadena (1981)
- Entre paréntesis, regia di Simón Fàbregas (1982)
- Victòria! La gran aventura de un pueblo, regia di Antoni Ribas (1983)
- L'home ronyó, regia di Raül Conte (1983)
- Dos mejor que uno, regia di Ángel Llorente (1984)
- Stico, regia di Jaime de Armiñán (1985)
- Puzzle, regia di L. J. Comerón (1986)
- Troppo vecchio per morire giovane (Demasiado viejo para morir joven), regia di Isabel Coixet (1988)
- Puente de Varsovia, regia di Pere Portabella (1989)
- Capità Escalaborn, regia di Carlos Benpar (1990)
- Il re stupito (El rey pasmado), regia di Imanol Uribe (1991)
- Les gens d'en face, regia di Jesús Garay (1993)
- Carambolas, regia di Jesús Font (1993)
- I peggiori anni della nostra vita (Los peores años de nuestra vida), regia di Emilio Martínez Lázaro (1994)
- Il fiore del mio segreto (La flor de mi secreto), regia di Pedro Almodóvar (1995)
- La vida privada, regia di Vicente Pérez Herrero (1996)
- Pesadilla para un rico, regia di Fernando Fernán Gómez (1996)
- Menos que cero, regia di Ernesto Telleria (1996)
- En brazos de la mujer madura, regia di Manuel Lombardero (1997)
- Manos de seda, regia di César Martínez Herrada (1998)
- No se lo digas a nadie, regia di Francisco José Lombardi (1998)
- No respires, el amor no está en el aire, regia di Joan Potau (1999)
- Morir (o no), regia di Ventura Pons (2000)
- Germanes de sang, regia di Ricard Reguant (2001)
- Bestiario, regia di Vicente Pérez Herrero (2002)
- Haz conmigo lo que quieras,  regia di Ramón de España (2003)
- Sévigné, regia di Marta Balletbò-Coll (2004)
- 100 maneras de acabar con el amor, regia di Vicente Pérez Herrero (2005)
- Los aires difíciles, regia di Gerardo Herrero (2006)
- Camino, regia di Javier Fresser (2008)
- Planes para mañana, regia di Juana Macías (2010)
- ¿Estás ahí?, regia di Roberto Santiago (2011)
- Tengo ganas de ti, regia di Fernando González Molina (2012)
- La distancia más larga, regia di Claudia Pinto Emperador (2013)
- Chi canterà per te? (Quién te cantará), regia di Carlos Vermut (2018)
- Las consecuencias, regia di Claudia Pinto Emperador (2021)

### Televisione

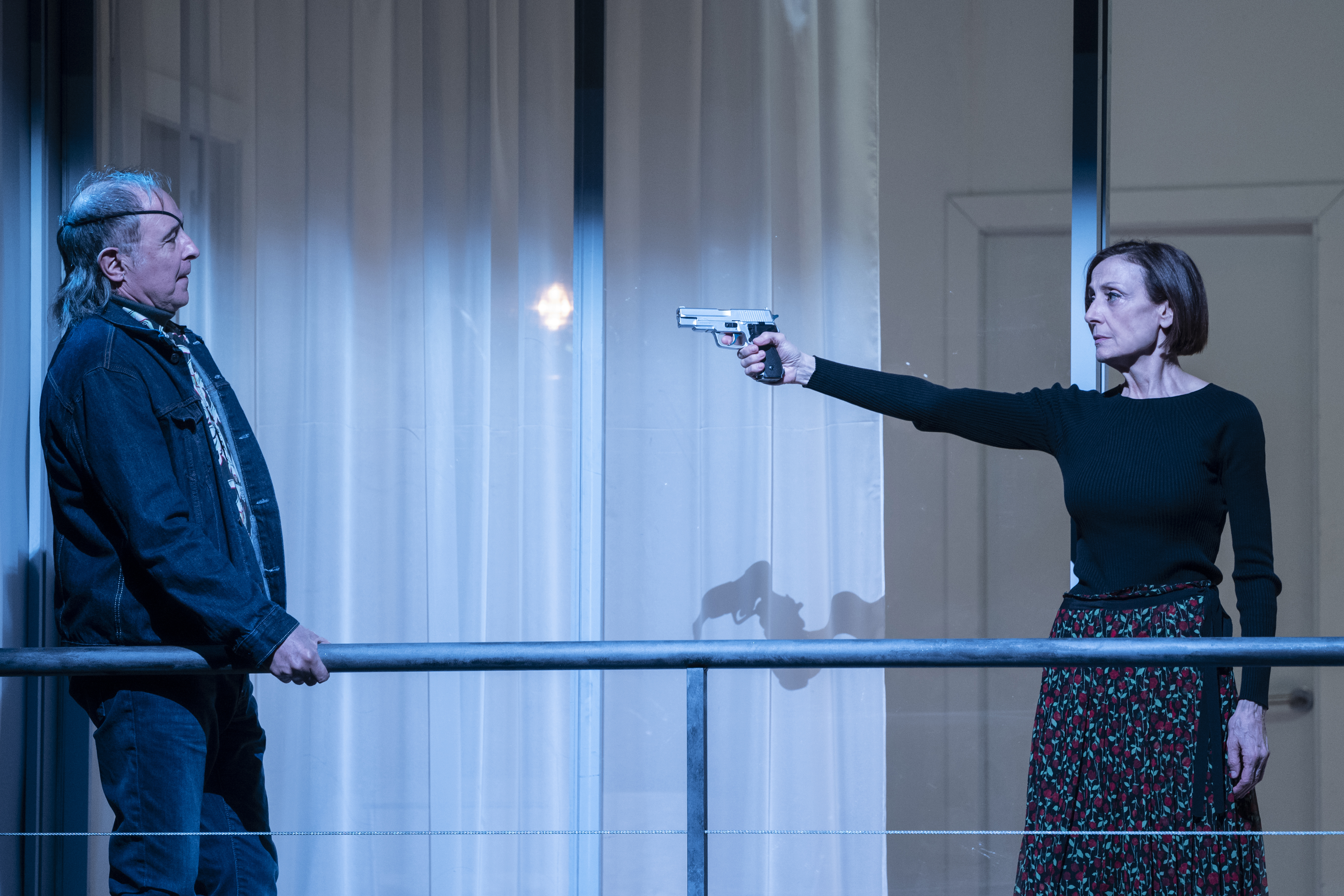
Carme Elías in scena al Teatre Nacional de Catalunya

- Estudio 1 - serie TV, 8 episodi (1979-1982)
- Luis y Virginia - film TV (1982)
- Anillos de oro - serie TV, 1 episodio (1983)
- El jardín de Venus - serie TV, 5 episodi (1983)
- Turno de oficio - serie TV, 17 episodi (1986-1987)
- Las aventuras de Pepe Carvalho - serie TV, 1 episodio (1986)
- El dret d'escollir - film TV (1988)
- Crónicas del mal - miniserie TV, 1 episodio (1992)
- Hasta luego, cocodrilo - serie TV, 5 episodi (1992)
- Turno de oficio: 10 años después - serie TV, 26 episodi (1996-1997)
- Dones d'aigua - serie TV, 12 episodi (1997-1998)
- Señor alcalde - serie TV, 10 episodi (1998)
- Antivicio - serie TV, 13 episodi (2000-2001)
- Mirall trencat - serie TV, 13 episodi (2002)
- 7 vidas - serie TV, 2 episodi (2004)
- Majoria absoluta - serie TV, 3 episodi (2004)
- Mar de fons - serie TV, 40 episodi (2006-2007)
- Herederos - serie TV, 11 episodi (2008)
- Gavilanes - serie TV, 26 episodi (2010-2011)
- La Riera - serie TV, 5 episodi (2013-2014)
- Citas - serie TV, 2 episodi (2016)

## Riconoscimenti
- Premio Goya
  - 2009 – Vincitrice come migliore attrice protagonista per Camino

- Premi Sant Jordi
  - 2009 – Vincitrice come migliore attrice spagnola per Camino

- Fotogrammi d'argento
  - 1983 – Candidatura come miglior interprete televisivo per Luis y Virginia
  - 1987 – Candidatura come miglior interprete televisivo per Turno de oficio e Las aventuras de Pepe Carvalho
  - 1997 – Candidatura come miglior attrice televisiva per Turno de oficio: 10 años después

- TP de Oro
  - 1989 – Vincitrice come miglior attrice catalana per El dret d'escollir

- Premio Gaudí
  - 2019 – Candidatura come migliore attrice protagonista per Chi canterà per te?
  - 2021 – Vincitrice del Premio Gaudí onorario